# Gans
Cet article possède un paronyme, voir Grans.
Pour les articles homonymes, voir Gans (homonymie).
Gans est une commune du Sud-Ouest de la France, située dans le département de la Gironde (région Nouvelle-Aquitaine).
Ses habitants sont appelés les Gansois.

## Géographie

### Localisation
Située dans le Bazadais, sur le Beuve, la commune se trouve à 61 km au sud-est de Bordeaux, chef-lieu du département, à 17 km au sud-est de Langon, chef-lieu d'arrondissement et à 7 km au nord-est de Bazas, ancien chef-lieu de canton.

### Communes limitrophes
Les communes limitrophes en sont Labescau à l'est, Sendets au sud-est sur à peine plus d'un kilomètre, Gajac au sud, Bazas à l'ouest et Lados au nord.
|       | Lados |          |
| Bazas | Gans  | Labescau |
|       | Gajac | Sendets  |

### Climat
Pour des articles plus généraux, voir Climat de la Nouvelle-Aquitaine et Climat de la Gironde.
Historiquement, la commune est exposée à un climat océanique aquitain.  
En 2020, Météo-France publie une typologie des climats de la France métropolitaine dans laquelle la commune est exposée à un climat océanique et est dans la région climatique  Aquitaine, Gascogne, caractérisée par une pluviométrie abondante au printemps, modérée en automne, un faible ensoleillement au printemps, un été chaud (19,5 °C), des vents faibles, des brouillards fréquents en automne et en hiver et des orages fréquents en été (15 à 20 jours).
Pour la période 1971-2000, la température annuelle moyenne est de 12,9 °C, avec une amplitude thermique annuelle de 14,8 °C. Le cumul annuel moyen de précipitations est de 821 mm, avec 11,3 jours de précipitations en janvier et 6,6 jours en juillet. Pour la période 1991-2020, la température moyenne annuelle observée sur la station météorologique la plus proche, située sur la commune de Cazats à 5 km à vol d'oiseau, est de 13,7 °C et le cumul annuel moyen de précipitations est de 825,5 mm,. Pour l'avenir, les paramètres climatiques de la commune estimés pour 2050 selon différents scénarios d’émission de gaz à effet de serre sont consultables sur un site dédié publié par Météo-France en novembre 2022.

## Urbanisme

### Typologie
Au 1er janvier 2024, Gans est catégorisée commune rurale à habitat très dispersé, selon la nouvelle grille communale de densité à sept niveaux définie par l'Insee en 2022.
Elle est située hors unité urbaine. Par ailleurs la commune fait partie de l'aire d'attraction de Bazas, dont elle est une commune de la couronne,. Cette aire, qui regroupe 18 communes, est catégorisée dans les aires de moins de 50 000 habitants,.

### Occupation des sols

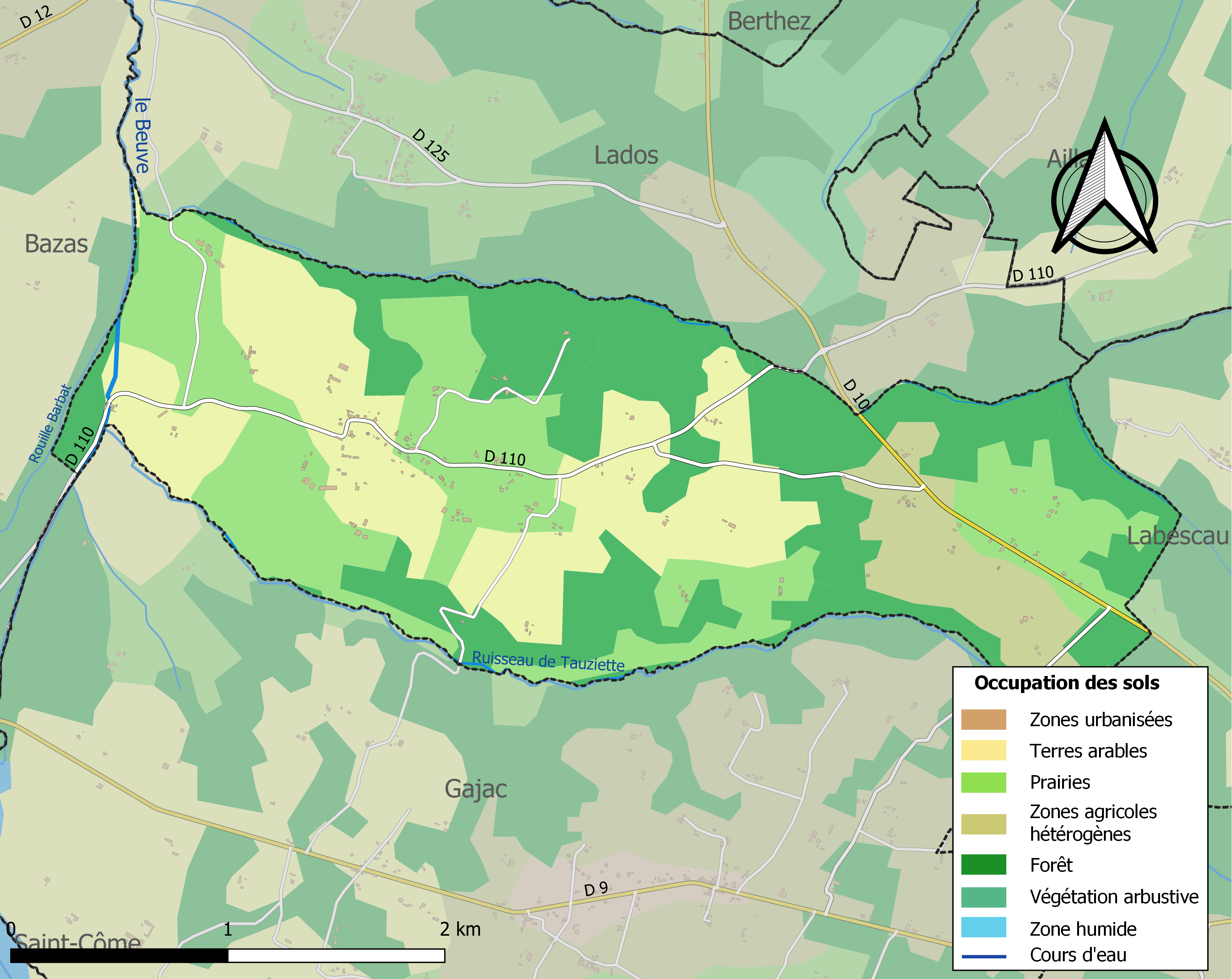
Carte des infrastructures et de l'occupation des sols de la commune en 2018 (CLC).

L'occupation des sols de la commune, telle qu'elle ressort de la base de données européenne d’occupation biophysique des sols Corine Land Cover (CLC), est marquée par l'importance des territoires agricoles (65,7 % en 2018), en diminution par rapport à 1990 (68,4 %). La répartition détaillée en 2018 est la suivante : 
forêts (34,3 %), prairies (29,9 %), terres arables (25,3 %), zones agricoles hétérogènes (10,4 %), cultures permanentes (0,1 %). L'évolution de l’occupation des sols de la commune et de ses infrastructures peut être observée sur les différentes représentations cartographiques du territoire : la carte de Cassini (XVIIIe siècle), la carte d'état-major (1820-1866) et les cartes ou photos aériennes de l'IGN pour la période actuelle (1950 à aujourd'hui).

### Voies de communication et transports
Hors du bourg proprement dit, le territoire communal est traversé, dans sa partie est, par la route départementale D 10 qui relie Auros au nord-nord-ouest à Grignols au sud-est. Le bourg est traversé par la route départementale D 110 qui relie Aillas au nord-est à Bazas au sud-ouest.

L'autoroute la plus proche est l'autoroute A62 dont l'accès  5 La Réole est distant de 13 km vers le nord-est.

L'accès à l'autoroute A65 le plus proche est celui de  Bazas, distant de 10 km vers l'ouest.
La gare SNCF la plus proche est celle de Langon sur la ligne Bordeaux-Sète du TER Nouvelle-Aquitaine, distante de 15 km vers le nord-ouest. Celle de La Réole se trouve à 21 km vers le nord-est.

### Risques majeurs
Le territoire de la commune de Gans est vulnérable à différents aléas naturels : météorologiques (tempête, orage, neige, grand froid, canicule ou sécheresse), inondations et séisme (sismicité très faible). Un site publié par le BRGM permet d'évaluer simplement et rapidement les risques d'un bien localisé soit par son adresse soit par le numéro de sa parcelle.
La commune a été reconnue en état de catastrophe naturelle au titre des dommages causés par les inondations et coulées de boue survenues en 1982, 1999 et 2009,.

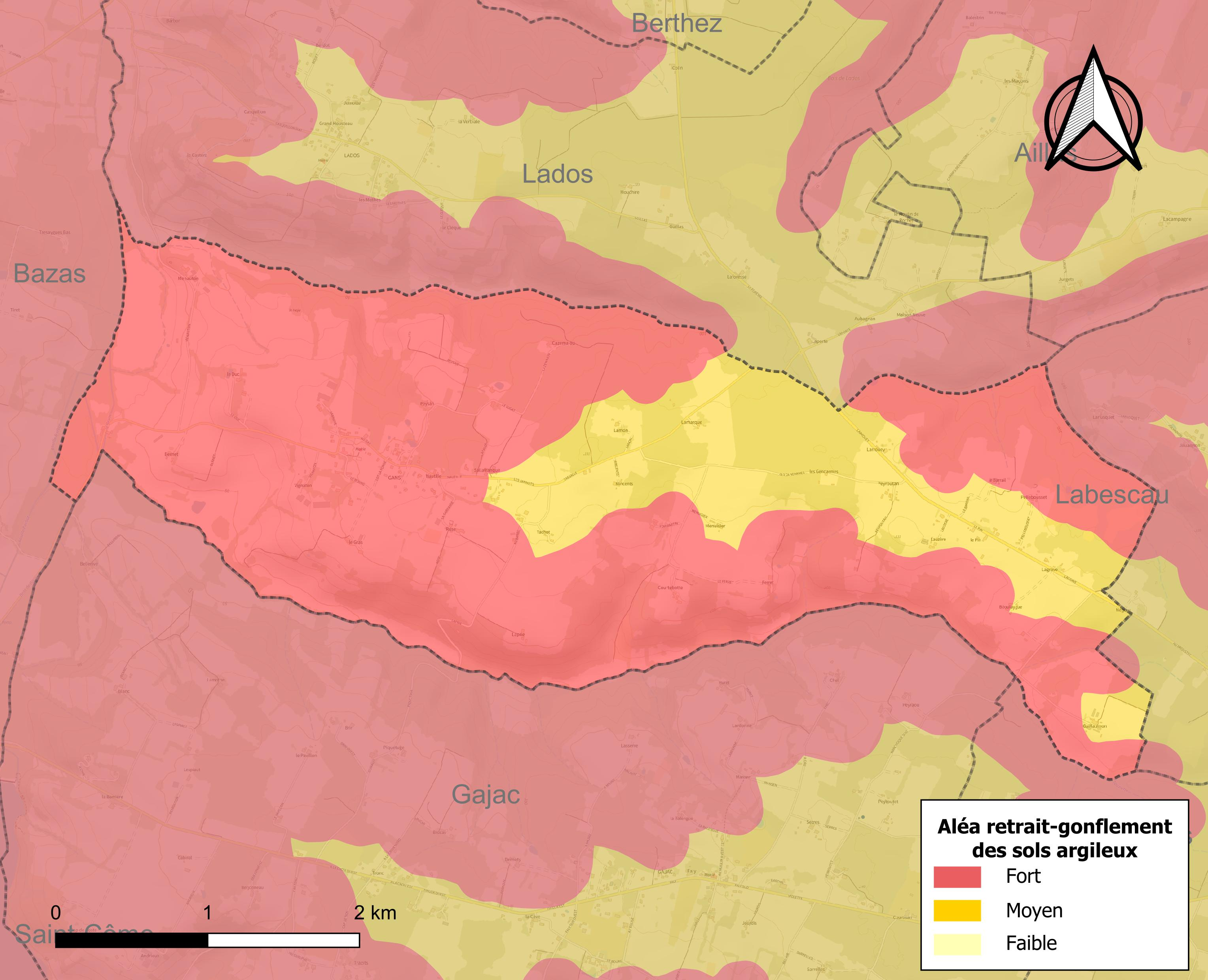
Carte des zones d'aléa retrait-gonflement des sols argileux de Gans.

Le retrait-gonflement des sols argileux est susceptible d'engendrer des dommages importants aux bâtiments en cas d’alternance de périodes de sécheresse et de pluie. La totalité de la commune est en aléa moyen ou fort (67,4 % au niveau départemental et 48,5 % au niveau national). Sur les 96 bâtiments dénombrés sur la commune en 2019, 96 sont en aléa moyen ou fort, soit 100 %, à comparer aux 84 % au niveau départemental et 54 % au niveau national. Une cartographie de l'exposition du territoire national au retrait gonflement des sols argileux est disponible sur le site du BRGM,.
Par ailleurs, afin de mieux appréhender le risque d’affaissement de terrain, l'inventaire national des cavités souterraines permet de localiser celles situées sur la commune.
Concernant les mouvements de terrains, la commune a été reconnue en état de catastrophe naturelle au titre des dommages causés par la sécheresse en 2003, 2005, 2015 et 2017 et par des mouvements de terrain en 1999.

## Toponymie
L'origine du nom de la commune serait l'appellation Gou-Hans du territoire, le « col des Huns », qui se serait transformé en Gans au Ve siècle.

## Histoire
À la Révolution, la paroisse Saint-Pierre de Gans forme la commune de Gans.

## Politique et administration
| Période                                  | Période  | Identité       | Étiquette | Qualité       |
| ---------------------------------------- | -------- | -------------- | --------- | ------------- |
| 1959                                     | 1995     | Roland Mothes  |           |               |
| mars 2001                                | En cours | Laurent Belloc |           | Fonctionnaire |
| Les données manquantes sont à compléter. |          |                |           |               |

## Démographie
L'évolution du nombre d'habitants est connue à travers les recensements de la population effectués dans la commune depuis 1793. Pour les communes de moins de 10 000 habitants, une enquête de recensement portant sur toute la population est réalisée tous les cinq ans, les populations de référence des années intermédiaires étant quant à elles estimées par interpolation ou extrapolation. Pour la commune, le premier recensement exhaustif entrant dans le cadre du nouveau dispositif a été réalisé en 2007.

En 2022, la commune comptait 202 habitants, en évolution de +7,45 % par rapport à 2016 (Gironde : +6,91 %, France hors Mayotte : +2,11 %).
| 1793 | 1800 | 1806 | 1821 | 1831 | 1836 | 1841 | 1846 | 1851 |
| ---- | ---- | ---- | ---- | ---- | ---- | ---- | ---- | ---- |
| 600  | 337  | 461  | 433  | 469  | 507  | 433  | 448  | 460  |

| 1856 | 1861 | 1866 | 1872 | 1876 | 1881 | 1886 | 1891 | 1896 |
| ---- | ---- | ---- | ---- | ---- | ---- | ---- | ---- | ---- |
| 456  | 459  | 433  | 415  | 372  | 378  | 369  | 331  | 334  |

| 1901 | 1906 | 1911 | 1921 | 1926 | 1931 | 1936 | 1946 | 1954 |
| ---- | ---- | ---- | ---- | ---- | ---- | ---- | ---- | ---- |
| 333  | 306  | 284  | 267  | 270  | 245  | 243  | 207  | 251  |

| 1962 | 1968 | 1975 | 1982 | 1990 | 1999 | 2006 | 2007 | 2012 |
| ---- | ---- | ---- | ---- | ---- | ---- | ---- | ---- | ---- |
| 242  | 222  | 184  | 171  | 152  | 158  | 183  | 186  | 193  |

| 2017 | 2022 | - | - | - | - | - | - | - |
| ---- | ---- | - | - | - | - | - | - | - |
| 188  | 202  | - | - | - | - | - | - | - |

## Lieux et monuments
- L’église Saint-Pierre qui date du XIXe siècle a peut-être été construite à la place de l’ancienne chapelle d'un château féodal aujourd'hui disparu[20],[27].

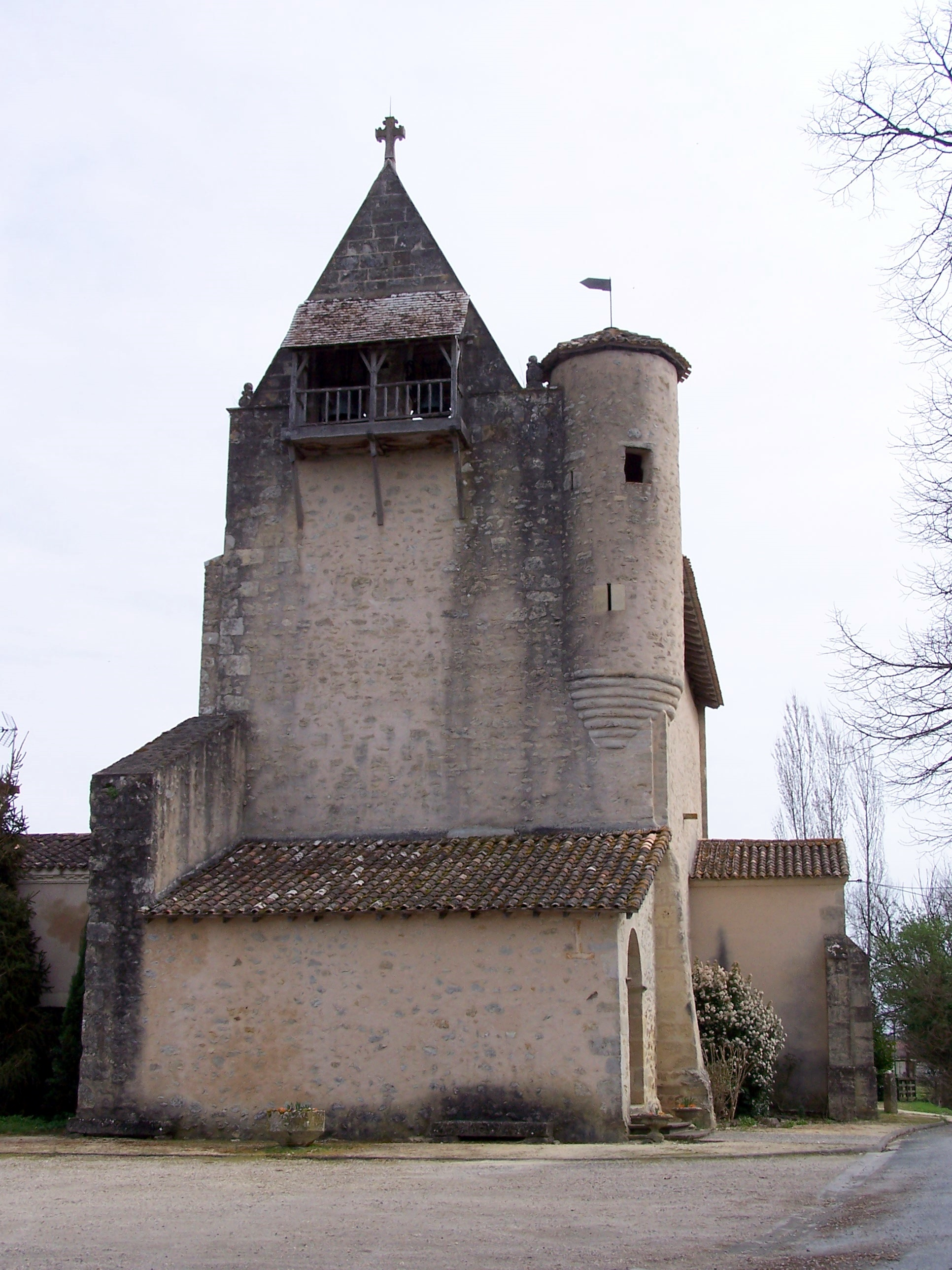
L'église Saint-Pierre (mars 2010)
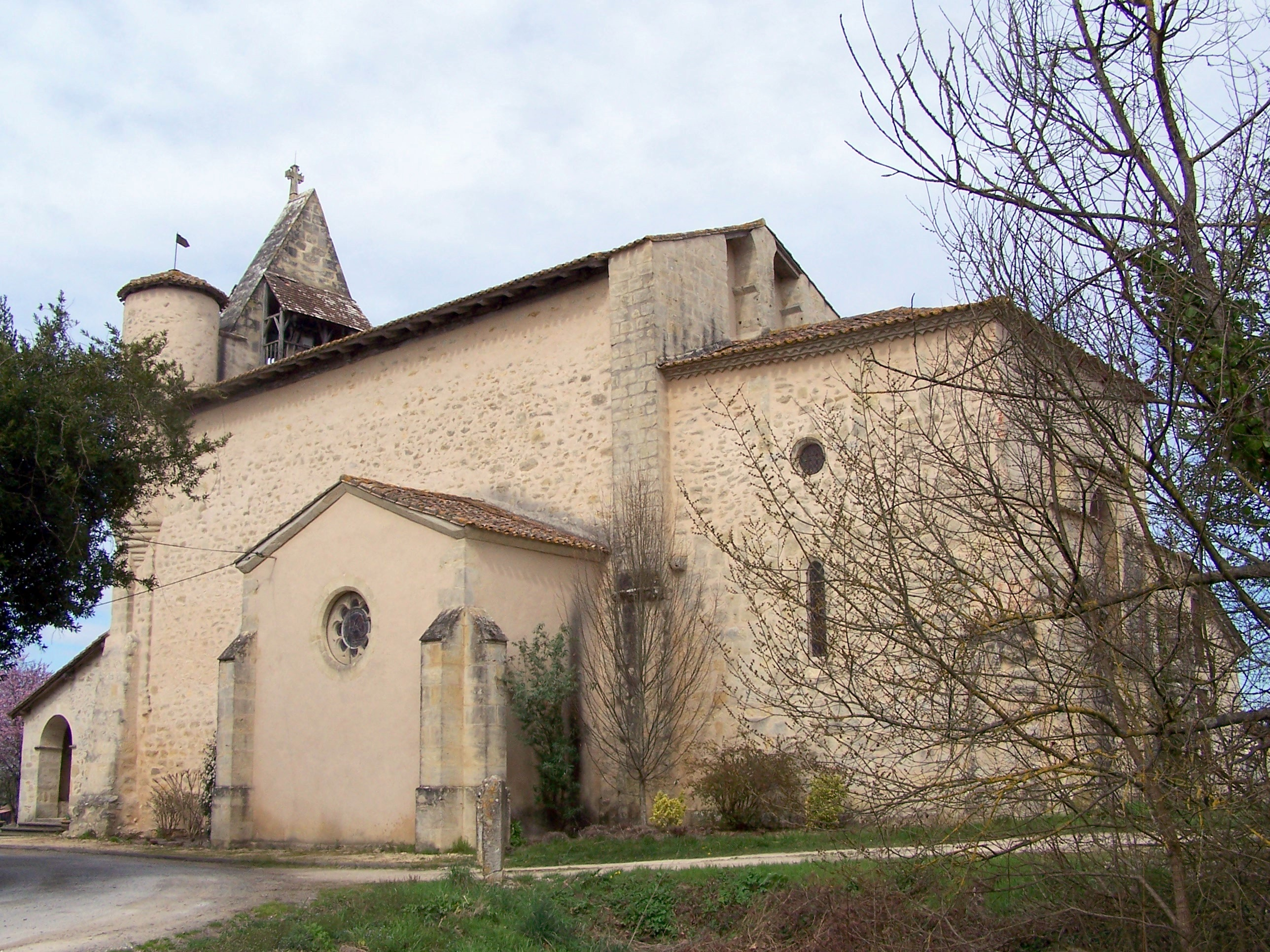
Le chevet de l'église Saint-Pierre (mars 2010)
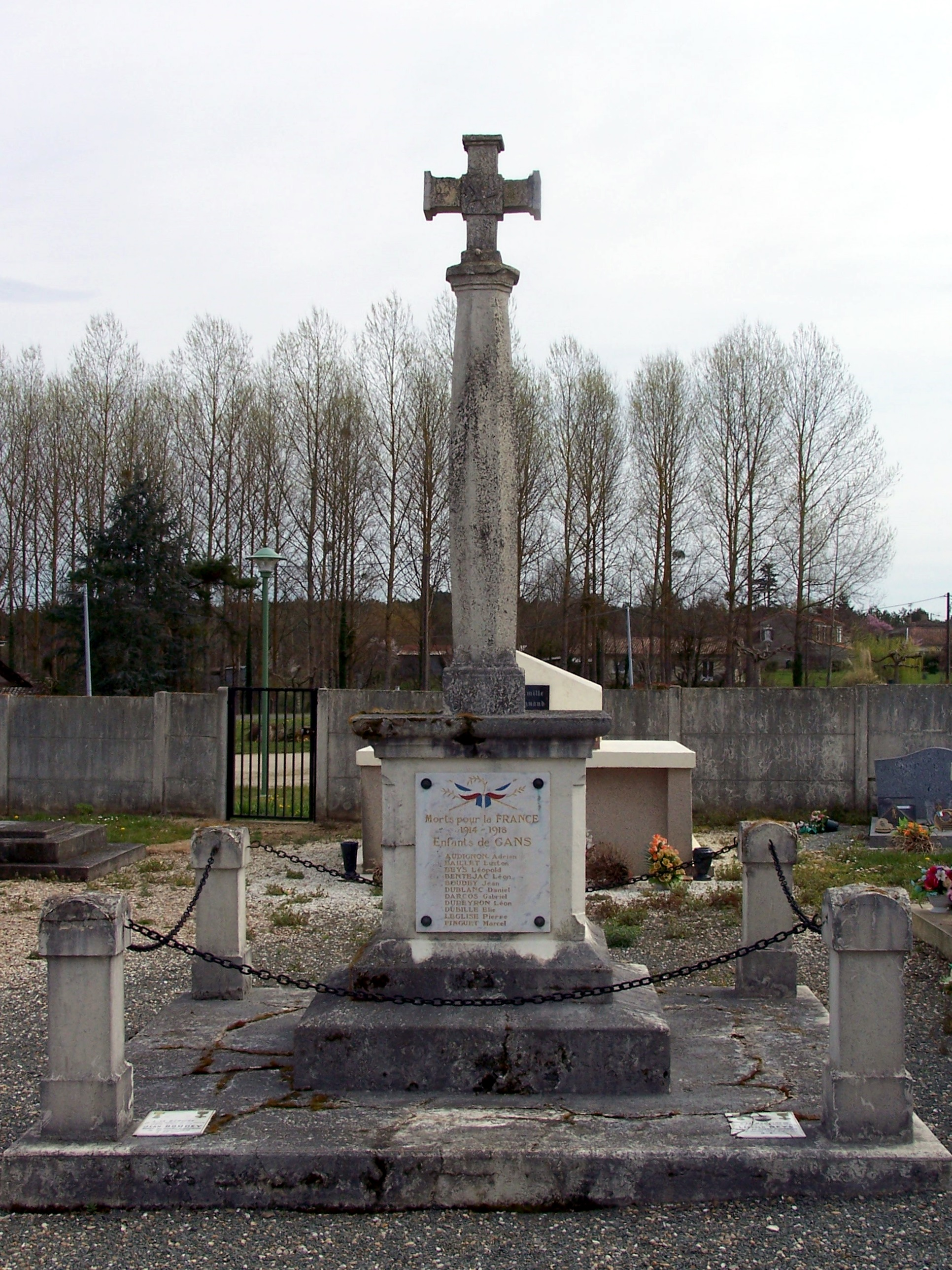
Le monument aux morts dans le cimetière (mars 2010)